# Чемпіонат України з регбіліг 2019
Чемпіонат України 2019 року з регбіліг.
Одинадцятий чемпіонат України з регбіліг серед чоловіків розіграли 2019 року 5 команд Суперліги, які провели двоколовий турнір.

## Учасники
У сезоні 2019 року в SUPER LEAGUE взяли участь 5 регіональних франшиз:
1. «Kharkiv Legion XIII» (Харків)
2. «Lviv Tigers» (Львів)
3. «Kyiv Rhinos» (Київ)
4. «West Giants» (Рівне)
5. «Ternopil Knights» (Тернопіль)

## Суперліга

### Турнірна таблиця
| М | Команда               | 1         | 2          | 3          | 4          | 5         | В | Н | П | Р:О     | О  |
| - | --------------------- | --------- | ---------- | ---------- | ---------- | --------- | - | - | - | ------- | -- |
| 1 | «Kharkiv Legion Xlll» |           | 26:6 10:4  | 52:0 30:0  | 56:4 40:0  | 60:0 58:0 | 8 | 0 | 0 | 332:14  | 24 |
| 2 | «Lviv Tigers»         | 6:26 4:10 |            | 36:12 26:0 | 14:6 20:6  | 40:0 52:0 | 6 | 0 | 2 | 198:60  | 20 |
| 3 | «Kyiv Rhinos»         | 0:52 0:30 | 12:36 0:26 |            | 12:12 32:4 | 16:4 44:4 | 3 | 1 | 4 | 116:168 | 15 |
| 4 | «West Giants»         | 4:56 0:40 | 6:14 6:20  | 12:12 4:32 |            | 16:4 34:4 | 2 | 1 | 5 | 82:182  | 13 |
| 5 | «Ternopil Knights»    | 0:60 0:58 | 0:40 0:52  | 4:16 4:44  | 4:16 4:34  |           | 0 | 0 | 8 | 16:320  | 8  |